# Catalina Duque Abréu
Catalina Duque Abréu (Miami, 20 de septiembre de 1999), es una comunicadora social, modelo y reina de belleza colombiana. Elegida Señorita Colombia 2024 en representación del departamento de Antioquia. Representará Colombia en Miss Internacional 2025.

## Reseña biográfica
De padres antioqueños, Catalina Duque nació en Miami, Florida el 20 de septiembre de 1999. Cursó estudios de bachillerato en el Colegio The Columbus School de Envigado, Antioquia, posteriormente estudió comunicación social en la Universidad EAFIT. Además de su idioma natal, habla fluidamente inglés y portugués.

## Participación en concursos de belleza

### Señorita Colombia 2024
La trayectoria de Catalina Duque en los concursos de belleza inició en julio de 2024, cuando fue decretada como la nueva Señorita Antioquia rumbo a la 70.ª edición del Concurso Nacional de Belleza, que sería llevada a cabo durante el mes de noviembre del siguiente año, al ser pospuesto el certamen en el año 2024.
En la competencia, destacó como una de las candidatas favoritas a obtener el título de Señorita Colombia, el cual ostentaba, en ese momento, la atlanticense Sofía Osío Luna. Su desempeño durante el transcurso de la concentración permitió que, en la noche final, se convirtiera en la reina de los colombianos, brindándole al departamento de Antioquia su séptimo triunfo en la historia del certamen, distinción que no obtenía desde hace 28 años con la participación de Claudia Elena Vásquez en 1996.

### Miss Internacional 2025
Entre sus compromisos como reina de los colombianos, se encuentra establecida su participación en el certamen Miss Internacional 2025, que se realizara en Japón.